# Karl-Erik Forsslund

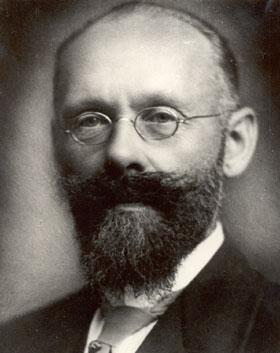

Karl-Erik Forsslund (* 14. September 1872 in Ljusnarsberg; † 14. August 1941 in Ludvika) war ein schwedischer Schriftsteller, Dichter, Politiker und Pädagoge.

## Leben
Forsslund studierte an der Universität Uppsala. Dort erhielt er 1897 ein Lizenziat für Philosophie. Im darauf folgenden Jahr heiratete er seine Verlobte Sofia (Fejan) Öhman.
Sein erstes Buch Skog (Wald) schrieb er 1896. Es war ein Skizzenbuch mit Naturdarstellungen. 1898 ließ er sich mit seiner Ehefrau in Brunnsvik am Väsmansee in der Gemeinde Ludvika nieder. Zwei Jahre später wurde sein Buch "Storgården" zum Bestseller. Der Titel stammt von dem Bauernhof Storgården, in dem Forsslund und seine Frau wohnten. Forsslund war ein aktiver Politiker und Volkspädagoge. Außerdem war er in Heimat- und Naturschutzverbänden aktiv. Daneben war er Sozialdemokrat und kandidierte für diese Partei im Parlament. 1897–1898 arbeitete er als Redaktionssekretär bei Strix. Mit Gustaf Ankarcrona und Uno Stadius gründete er 1996 die Brunnsvik Volkshochschule. Von 1907 bis 1912 war Forsslund als Direktor dieser Volkshochschule tätig. 1927 erhielt Forsslund einen Ehrendoktortitel an der Universität Uppsala. 1932 wurde ihm der Nordstern-Orden, der der zweithöchste Verdienstorden des Königreichs Schwedens verliehen. Er starb auf dem Bauernhof Storgården und wurde auf dem Friedhof in Ludvika beigesetzt.

## Werke (Auswahl)
- 1896: Skog
- 1897: Jungfru-Jan : en sagbok
- 1899: Historier
- 1900: Djur : skisser och historier från Storgården
- 1900: Storgården : en bok om ett hem
- 1901: Storgårdsblomster : en ung faders dagbok
- 1902: Arbetare : sånger och visor
- 1902: Grankottarna : en pojkbok
- 1904: drottsvisa
- 1906: Göran Delling : en lefnadshistoria i två böcker
- 1906: Lantliga låtar : dikter
- 1907: Skogssagor ock jurskisser
- 1908: Bröderna : 1 a. av E.K. och K.E
- 1908: Fria värs och visor
- 1908: Det nya
- 1909: Kometen : lustspel i en akt
- 1909: Rymdsånger
- 1909: Äppeltjufvar : sagospel i en akt
- 1911: Till fjälls : en diktcykel
- 1911: Vingar : nya djursagor
- 1913: Blomsterskisser och annat
- 1913: Daldikter och vandringsvisor
- 1915: Hemma igen : en skissbok från Storgården
- 1916: Till budom och sommarens glädje : en fäbohistoria : med låtar och visor samlade av Carl Gudmundsson och andra
- 1917: Vid älvarnas möte
- 1919: Till ett bergfolk : dikter
- 1921: Prolog vid Röda kors-veckans fäst på Falu teater 20 maj 1921
- 1922: Prolog vid öppnandet av sommarmarknaden i Sandviken den 23 juli 1921
- 1922: Gillevisa för Sancte Örjens gille
- 1922: På Sancte Örjens gilles första högtidsdag den 23 april 1922
- 1922: Skörd och sägen : dikter
- 1923: Vid en gammal hytta
- 1927: Gammelgårdens andar : drömspel i en akt
- 1932: Från valborgsmässa till korsmässa : gammalmodiga dikter
- 1940: Vakt och värn : dikter 1918-1940

### Deutsch
- 1901: Wintervögel
- 1902: Duften wohl die weissen Lilien
- 1959: Alle Wege schreiten Satz
- 1966: Tomte und der Fuchs (Geschichte basierend auf Forsslunds Gedicht Räven och Tomten)